# Youcef Touati
Youcef Touati, né le 29 mars 1989 à Saint-Denis (Seine-Saint-Denis) et mort le 16 mars 2017 à Clichy, est un footballeur professionnel franco-algérien, évoluant au poste de milieu de terrain.

## Carrière en club

### Début de carrière
Né à Saint-Denis, Youcef Touati a joué pour plusieurs clubs : l'ES de Paris, le Red Star 93, le CS Sedan et le Paris FC. En 2005, à l'âge de 16 ans, il rejoint le centre de formation de l'Amiens SC où il reste deux ans. 
En 2007, il obtient une offre pour intégrer le club de Villarreal CF pour son premier contrat professionnel.
Cependant, la signature n'a finalement pas lieu, le club n'était pas prêt à payer Amiens pour le transfert. Il est finalement retourné à Amiens quatre mois plus tard, pour signer avec l'Amiens AC.

### Carrière senior
Au début de la saison 2008, Touati signe un contrat avec le club de National de Pacy Vallée-d'Eure. Cependant, l'Amiens AC affirme que le joueur est toujours sous contrat avec le club, le forçant à rester pour les quatre premiers mois de la saison. Les clubs trouvent finalement un accord en décembre 2008, permettant à Touati de jouer pour Pacy. Il compte 18 apparitions pour le club lors de la saison 2008/2009, marquant un but.
En juillet 2009, Touati signe un contrat de trois ans avec le club de Ligue 2 du Dijon FCO. Le 7 août 2009, il fait ses débuts pour le club dijonnais contre le SCO d'Angers.
Le 9 septembre 2010, Touati est prêté à l'AS Cannes, évoluant en Championnat National, jusqu'à la fin de la saison.
En juillet 2012, Touati signe un contrat avec le FC Istres, évoluant en Ligue 2.
Youcef Touati s'engage avec le Mouloudia Olympique Béjaïa, en Ligue 1 algérienne à l'été 2016.

## Carrière internationale
Le 14 septembre 2009, Touati est appelé pour la première fois en équipe nationale d'Algérie des moins de 23 ans, pour une période de 10 jours de camp d'entraînement à Beaucaire.
Le 9 février 2011, il joue son premier match pour la sélection, une victoire de 3-2 contre le Sénégal à Sidi Moussa. Cependant, après le match, l'entraîneur en chef Azzedine Aït Djoudi, a déclaré que Touati serait écarté de l'équipe après avoir fait preuve d'un manque de motivation.

## Mort
Après un accident de la circulation à la suite de la collision du véhicule avec le bus de Jenifer, la mort de Youcef Touati est annoncée le 6 mars 2017 par diverses sources, dont les médias et la famille proche et par les entraîneurs de ses anciens clubs,. Cependant, il a été annoncé par sa famille le 9 mars 2017, qu'il a survécu à l'accident, étant en fait dans un coma profond, selon un communiqué officiel publié par sa famille. Touati est finalement mort le 16 mars 2017 à l'hôpital Beaujon de Clichy, à l'âge de 27 ans.
Le 13 avril 2017, sa famille porte plainte contre l'hôpital pour homicide involontaire, arguant que l'hôpital aurait pu lui sauver la vie, alors qu'il était prévu qu'il soit transféré à l'hôpital de la Salpêtrière le lendemain de sa mort.

## Statistiques
| Club                | Division | Saison  | Championnat | Championnat | Coupe nationale | Coupe nationale | Coupe de la Ligue | Coupe de la Ligue | Compétitions continentales | Compétitions continentales | Total  | Total |
| Club                | Division | Saison  | Matchs      | Buts        | Matchs          | Buts            | Matchs            | Buts              | Matchs                     | Buts                       | Matchs | Buts  |
| ------------------- | -------- | ------- | ----------- | ----------- | --------------- | --------------- | ----------------- | ----------------- | -------------------------- | -------------------------- | ------ | ----- |
| Pacy-sur-Eure       | National | 2008–09 | 18          | 1           | 0               | 0               | 0                 | 0                 | 0                          | 0                          | 18     | 1     |
| Dijon               | Ligue 2  | 2009–10 | 9           | 1           | 1               | 0               | 2                 | 0                 | 0                          | 0                          | 12     | 1     |
| Dijon               | Ligue 2  | 2010–11 | 2           | 0           | 0               | 0               | 1                 | 0                 | 0                          | 0                          | 3      | 0     |
| Cannes (prêt)       | National | 2010–11 | 14          | 1           | 1               | 0               | 0                 | 0                 | 0                          | 0                          | 15     | 1     |
| Red Star Saint-Ouen | National | 2011–12 | 25          | 2           | 2               | 0               | 0                 | 0                 | 0                          | 0                          | 27     | 2     |
| Istres              | Ligue 2  | 2012–13 | 8           | 0           | 2               | 0               | 1                 | 0                 | 0                          | 0                          | 11     | 0     |
| Tours               | Ligue 2  | 2013–14 | 4           | 0           | 0               | 0               | 1                 | 0                 | 0                          | 0                          | 5      | 0     |
| Épinal (prêt)       | National | 2014–15 | 16          | 1           | 5               | 1               | 0                 | 0                 | 0                          | 0                          | 21     | 2     |
| Chambly             | National | 2015–16 | 18          | 2           | 2               | 1               | 0                 | 0                 | 0                          | 0                          | 20     | 3     |
| MO Béjaïa           | Ligue 1  | 2016–17 | 6           | 0           | 0               | 0               | 0                 | 0                 | 4 (C3 Afrique)             | 0                          | 10     | 0     |
| Total               | Total    | Total   | 120         | 8           | 13              | 2               | 5                 | 0                 | 4                          | 0                          | 142    | 10    |

## Palmarès
Il est finaliste de la Coupe de la confédération 2016 avec le MO Béjaïa.

## Vie privée
Youcef Touati est père de trois enfants, une fille (Kyérah) née en 2013, un fils (Kaiss) né en 2015 et son benjamin (Youcef Junior) né en 2017, 7 mois après son décès. Sa conjointe avait appris 2 jours avant son accident qu'elle était enceinte.